# Estación de Valladolid-La Esperanza
Valladolid-La Esperanza, conocida antiguamente como la estación de Ariza, es una estación de ferrocarril situada en el municipio español de Valladolid, en la provincia de Valladolid. Históricamente, fue la cabecera de la línea Valladolid-Ariza y coexistió con la principal estación ferroviaria de la ciudad, la de Valladolid-Campo Grande, propiedad de la compañía «Norte». En la actualidad las instalaciones de La Esperanza no ofrecen servicios de viajeros y solo cumplen funciones logísticas.

## Situación ferroviaria
Las instalaciones forman parte de la línea férrea de ancho ibérico Valladolid-La Carrera, punto kilométrico 0,6.

## Historia
La estación fue construida por la compañía Compañía de los Ferrocarriles de Madrid a Zaragoza y Alicante (MZA) e inaugurada en 1895, año en que también entró en servicio ferrocarril Valladolid-Ariza. El complejo ferroviario llegó a contar con numerosas instalaciones. Además del edificio de viajeros, había varios muelles de mercancías, una cochera de vagones y talleres. La estación también disponía un depósito de locomotoras, con sus cocheras, una rotonda giratoria y depósitos de agua. Mantenía un enlace ferroviario con la estación de Valladolid-Campo Grande, de la compañía del «Norte».
En 1941, con la nacionalización de todas las líneas de ancho ibérico, las instalaciones pasaron a integrarse en la recién creada RENFE. Los servicios ferroviarios pasaron a centralizarse en la estación de Campo Grande, quedando la histórica estación de MZA en una posición secundaria. La línea Valladolid-Ariza fue clausurada en 1985, lo que significó que la estación perdiera su histórica conexión. Actualmente el citado ferrocarril sólo continúa en servicio para dar servicio a la fábrica de automóviles de Renault.
Con la extinción de la antigua RENFE, en enero de 2005, Renfe Operadora explota la línea mientras que Adif es la titular de las instalaciones ferroviarias.
El edificio de viajeros ya no presta uso ferroviario y en su planta baja radica la sede social de la Asociación Vallisoletana de Amigos del Ferrocarril (ASVAFER). Desde 2007 cuatro de las vías de esta estación se encuentran electrificadas para suplir la escasez de vías en la estación de Valladolid-Campo Grande, debido a las obras de adaptación de esta última al servicio de Alta Velocidad. En la actualidad Valladolid-La Esperanza cumple principalmente funciones logísticas y de clasificación.